# 가오즈성
가오즈성(중국어: 高智晟, 병음: Gāo Zhìshèng, 1964년 4월 20일 중국 산시성 위린시 자현 ~ )은 중국의 변호사, 활동가, 반체제 인사, 인권 운동가이다.

## 생애
산시성 위린시에서 가난한 6형제들 사이에서 태어났으며 어린 시절에는 탄광에서 일하기도 했다. 하지만 삼촌의 도움으로 중학교에 입학했고 나중에 신장 위구르 자치구 카스시에 주둔하고 있던 중국 인민해방군 부대에서 복무하게 된다. 군 복무 시절에 중국 공산당에 입당했고 군에 제대한 이후에는 식료품 공급 업체에서 일하게 된다.
1991년에는 중국의 최고지도자였던 덩샤오핑이 150,000명의 새로운 변호사를 양성하고 중국의 법률 시스템을 개발할 것을 지시했다는 신문 기사에서 영감을 얻은 가오즈성은 독학으로 법학을 전공했고 1995년부터 변호사로 근무하게 된다. 1990년대에는 의사가 수술 도중에 실수로 에탄올을 주입하는 바람에 혼수 상태에 빠져 있는 신장 위구르 자치구 출신 소년에 대한 재판에 참여했다.
2000년에는 베이징에서 즈성 법률 사무소를 개업했고 2001년에는 중국 법무부가 선정한 가장 좋은 변호사 10명 가운데 한 사람으로 선정되었다. 가오즈성은 부패 공무원의 고발, 토지 분쟁, 파룬궁 수련자 박해, 지하 기독교인 관련 당사자의 변호인으로 참여하면서 베이징 법무 당국과의 마찰을 빚었고 2005년에는 중국 공산당을 탈당하게 된다.
가오즈성은 2006년 8월에 계속되는 살해 위협과 괴롭힘에 시달리던 도중에 실종되었고 2006년 9월에는 공안 당국에 체포되고 만다. 가오즈성은 2006년 12월에 열린 재판에서 국가 정권 전복 선동 혐의로 징역 3년, 집행 유예 5년을 선고받았고 1년 동안 정치적 권리를 박탈당하는 형벌을 받게 된다. 2009년에는 가오즈성의 아내였던 겅허와 그의 자녀들(딸 1명, 아들 1명)이 정부의 중국 정부의 박해를 피하기 위해 미국으로 망명하게 된다.
2010년 4월에는 외신과의 취재를 받은 이후에 갑자기 실종되었고 2011년 12월에는 법원의 집행 유예 만료 결정과 함께 다시 체포되고 만다. 2012년 1월에 공개된 가오즈성의 동생의 증언에 따르면 가오즈성은 신장 위구르 자치구 아커쑤 지구 사야현에 위치한 감옥에 수감되었다고 한다.
가오즈성은 2014년 8월 7일에 형기 만료와 함께 출소했지만 계속되는 공안의 삼엄한 감시를 받았다. 2014년에 공개된 인권 단체들의 증언에 따르면 가오즈성은 계속되는 고문으로 인해 건강이 악화되고 정신이 완전히 파괴되어 대화할 수 없는 상태였다고 한다.